# Maria Bartkowski
Maria Bartkowski (ur. 25 czerwca 1985) – niemiecka florecistka, brązowa medalistka mistrzostw świata.
W 2002 roku zdobyła brązowy medal w indywidualnej rywalizacji kadetek na mistrzostwach świata juniorów w Antalyi. Następnie zdobyła srebro drużynowo mistrzostwach świata juniorów w Płowdiwie w 2004 roku i brąz na mistrzostwach świata juniorów w Linzu w 2005 roku.
Podczas mistrzostw świata w Antalyi w 2009 roku Niemki w składzie: Maria Bartkowski, Carolin Golubytskyi, Anja Schache i Katja Wächter zdobyły drużynowo brązowy medal. W rywalizacji indywidualnej zajęła tam 63. miejsce.
Nigdy nie wzięła udziału w igrzyskach olimpijskich.